# Cytotoksyczność
Cytotoksyczność – zdolność określonego czynnika do zaburzania funkcjonowania komórek, ich uszkadzania lub niszczenia, np. poprzez naruszenie ciągłości błon komórkowych lub cytoszkieletu, zaburzenia procesów metabolizmu, syntezy, wydzielania określonych składników lub produktów, czy też podziału komórkowego. Substancje chemiczne wykazujące szkodliwe działanie na komórki nazywane są cytotoksynami, czasem jednak cytotoksyczność substancji wykorzystywana jest w medycynie, np. w postaci leków cytostatycznych (cytotoksycznych).